# Тит-Аринский наслег
Тит-Аринский наслег — сельское поселение в Хангаласском улусе Якутии Российской Федерации.
Административный центр — село Тит-Ары.

## История
Статус и границы сельского поселения установлены Законом Республики Саха (Якутия) от 30 ноября 2004 года N 173-З N 353-III «Об установлении границ и о наделении статусом городского и сельского поселений муниципальных образований Республики Саха (Якутия)».

## Население
| 2002 | 2010 | 2011 | 2012 | 2013 | 2014 | 2015 |
| ---- | ---- | ---- | ---- | ---- | ---- | ---- |
| 710  | ↗766 | ↘765 | ↘754 | ↘735 | ↘726 | ↗728 |
| 2016 | 2017 | 2018 | 2019 | 2020 | 2021 |      |
| ↗732 | ↗739 | ↘731 | ↘723 | ↘716 | ↘712 |      |

## Состав сельского поселения
| № | Населённый пункт | Тип населённого пункта       | Население |
| - | ---------------- | ---------------------------- | --------- |
| 1 | Тит-Ары          | село, административный центр | ↘421      |
| 2 | Харыялах         | посёлок                      | ↘4        |
| 3 | Чкалов           | посёлок                      | ↘264      |